# بیوه‌مرغ کوهستانی
بیوه‌مرغ کوهستانی (نام علمی: Euplectes psammacromius) نام یک گونه از سرده جولاهای چندزنه است.